# Framåt! - För Palestinas befrielse
Framåt! - För Palestinas befrielse är en samlingsskiva med blandade artister, utgiven av Revolutionär Kommunistisk Ungdom 2002. I skivans texthäfte finns ett uttalande undertecknat av en mängd artister, skådespelare, författare etcetera, där man tar ställning för den palestinska intifadan. Bland undertecknarna finns bland andra Henry Ascher, Lasse Brandeby, Jan Guillou, Jan Myrdal och Nikke Ström.

## Låtlista
1. Nabila - Ya hobbi Falastin
2. Fattaru - Babylon
3. Stefan Sundström - Vi betalar inte
4. The (International) Noise Conspiracy - The reproduction of death
5. Fjärde världen - Wow
6. Kristian Svensson - Folkets man
7. Ken - Verklighetens öga
8. Thåström - En vacker död stad
9. M.E.T. - Black gold
10. Johan Johansson - VA?!
11. Hoola Bandoola Band - Stoppa matchen
12. Menteroja - Classwar
13. Satanic Surfers - And no one can deny
14. Svenska Akademien - Evig envig
15. Staffan Hellstrand - Nästan perfekt
16. Kofia - Demonstrationssång